# So Long, Paris!
Pour plus de détails, voir Fiche technique et Distribution.
So Long, Paris! est un court-métrage français réalisé par Charles Dudoignon-Valade, produit en 2019 et sorti en 2020.

## Synopsis
Une pré-ado fantasque et un peu rebelle finit par accepter le divorce de ses parents en rencontrant par accident l'amant de son père.

## Fiche technique
- Titre original : So long, Paris!
- Réalisation : Charles Dudoignon-Valade
- Scénario : Charles Dudoignon-Valade
- Direction artistique : Christophe Grandière
- Décors : Pascale Consigny
- Costumes : Anne Dagoneau, Mathilde Mallet
- Photographie : Nathalie Durand
- Ingénieur du Son : Laurent Benaïm
- Montage : Sarah Anderson
- Montage son : Katia Boutin
- Mixage : Cyril Holtz
- Musique : Jérôme Rebotier
- interprètes du Nocturne de Lili Boulanger : Marc-Antoine Pingeon (piano) Alexis Rousseau (violon) enregistrés par Antoine-Basile Mercier
- Société de production : Envie de tempête productions
- Pays d'origine :  France
- Langue originale : français, anglais
- Format : couleur - 1,85:1 — Dolby 5.1
- Genre : comédie dramatique
- Durée : 18 minutes[1]
- Date de sortie : 15 mars 2020 (première du film au festival Mamers en Mars)
- Classification : tout public

## Distribution
- Lucy Pouchoulin : Lucy
- Arthur Igual : Paul
- Gaël Kamilindi de la Comédie-Française : Dom
- Catherine Salviat de la Comédie-Française : la dame sans âge
- Rachel Williams : Rachel
- Jérôme Rebotier : le ukuléliste
- Ève Dudoignon-Valade : la jeune fille aux pieds nus
- Bonnie Grandière Bourgoin : la petite fille au ballon
- Salomé Dudoignon-Valade : la nonne gentille
- Mildred Puissant : la nonne méchante

## Production
Le film a été tourné sur l'Île Saint-Louis à Paris.

## Distinctions
So long, Paris! a obtenu plusieurs prix cinématographiques dont :
- le prix du public au festival Mamers en Mars[2]
- Best Director Award au festival international de courts-métrages de Cheongju, Corée[3]
- le Grand Prix au festival Jeunesse Tout Courts de Rémalard-en-Perche[4],[5]